# ديليفيرانس دان (محاكمات السحر في سالم)
ديليفيرانس (قبل الزواج هازيلتاين) دان واحدة من النساء العديدات المتهمات بالشعوذة خلال محاكمات السحر في سالم.
وكانت من اندوفر، ماساشوستس، ويرجع ذلك إلى حد كبير إلى عمل والدها في القانون، والكثير من الهستيريا التي اجتاحت قرية سالم في اندوفر.
كان زوجها ناثانيال دان، نجل القس فرانسيس دان.
كان فرانسيس دان صريحاً ضد المحاكمات، وكانت ابنتيه أبيغيل فولكنر وإليزابيث جونسون متهمتان أيضا بالسحر.
أدينت أبيغيل بالشعوذة، ولكنها هربت من التنفيذ لأنها كانت حاملا في ذلك الوقت.
فقدت العديد من سجلات التحقيق حول ديليفيرانس، ولكن في الصفحة 280 من كتاب مارلين ك روتش محاكمات السحر في سالم: يوما بعد يوم وقائع المجتمع تحت الحصار، ديليفيرانس قولها انها وبعض الساحارات الأخريات قد جلبن لها شبح والدها في القانون جنبا إلى جنب معهم لتعذيب المنكوبات.
لحسن الحظ، تم تجاهل شهادتها ولم يلق القبض على القس فرانسيس دان.
نجت ديليفيرانس دان من التنفيذ. ووفقا لسجلات اندوفر، ماساتشوستس، توفيت في 15 يونيو 1735.

## وصلات خارجية
- Virginia
- Salem Witch Trials
- Historical sketches of Andover: (comprising the present towns of North Andover and Andover)page 423